# Cepîne, Verhnodniprovsk
Cepîne (în ucraineană Чепине) este un sat în așezarea urbană Novomîkolaiivka din raionul Verhnodniprovsk, regiunea Dnipropetrovsk, Ucraina.

## Demografie
Componența lingvistică a localității Cepîne
     Ucraineană (76,27%)
     Rusă (23,73%)
Conform recensământului din 2001, majoritatea populației localității Cepîne era vorbitoare de ucraineană (76,27%), existând în minoritate și vorbitori de rusă (23,73%).